# 小行星15631
小行星15631（15631 Dellorusso）是一颗绕太阳运转的小行星，为主小行星带小行星。该小行星于2000年4月24日发现。

## 轨道参数
小行星15631的轨道半长轴为3.0029118 UA，离心率为0.078。